# Oratorio di San Rocco (Seggiano)
L'oratorio di San Rocco è un edificio sacro situato a Seggiano.

## Storia e descrizione
Fu eretto nel 1486-1490 per invocare la cessazione di una pestilenza.
La scarsella con volta a botte è completamente affrescata con l'"Eterno Padre e gli Evangelisti" (nella volta), i Santi Protasio, Agostino, Rocco e Girolamo (a destra), la Madonna col Bambino in trono tra i Santi Sebastiano, Bartolomeo, Gervasio e Bernardino da Siena (al centro), la Deposizione dalla Croce e la Madonna del latte con i Santi Sebastiano e Rocco (a sinistra).
Il ciclo fu eseguito nel 1490 - 1493 dal senese Girolamo di Domenico.